# Ascoli Calcio 1898 2009-2010
Questa voce raccoglie le informazioni riguardanti l'Ascoli Calcio 1898 nelle competizioni ufficiali della stagione 2009-2010.

## Stagione
Nella stagione 2009-2010 l'Ascoli disputa il campionato di Serie B, raccoglie 57 punti con il nono posto finale. Allenato nelle prime 15 giornate da Alessandro Pane e poi fino al termine del campionato da Giuseppe Pillon. Nel girone di andata raccoglie 25 punti, sempre nelle zone basse di classifica, nel girone di ritorno invece mette insieme 32 punti, raggiungendo una tranquilla salvezza. Mirco Antenucci con 24 centri è risultato il miglior marcatore dei bianconeri. Nella Coppa Italia l'Ascoli nel secondo turno ha superato (3-1) il Crotone, poi nel terzo turno è uscito dal torneo sconfitto (2-1) dal il Cittadella.

## Rosa
| N. |                      | Ruolo | Calciatore          |
| -- | -------------------- | ----- | ------------------- |
| 1  | Italia (bandiera)    | P     | Enrico Guarna       |
| 3  | Italia (bandiera)    | D     | Matteo Ciofani      |
| 4  | Finlandia (bandiera) | D     | Jonas Portin        |
| 5  | Italia (bandiera)    | C     | Luigi Giorgi        |
| 6  | Italia (bandiera)    | D     | Angelo Siniscalchi  |
| 6  | Italia (bandiera)    | D     | Cristian Silvestri  |
| 7  | Italia (bandiera)    | C     | Carlo Luisi         |
| 7  | Italia (bandiera)    | A     | Mirko Antenucci     |
| 8  | Italia (bandiera)    | C     | Daniele Di Donato   |
| 9  | Italia (bandiera)    | A     | Arturo Lupoli       |
| 10 | Italia (bandiera)    | C     | Vincenzo Sommese    |
| 11 | Italia (bandiera)    | D     | Andrea Giallombardo |
| 14 | Italia (bandiera)    | C     | Christian Amoroso   |
| 15 | Italia (bandiera)    | D     | Giorgio Santarelli  |
| 15 | Italia (bandiera)    | C     | Antonino D'Agostino |
| 16 | Italia (bandiera)    | P     | Mirko Pennesi       |
| 17 | Estonia (bandiera)   | D     | Enar Jääger         |
| 18 | Italia (bandiera)    | C     | Simone Pesce        |
| 19 | Italia (bandiera)    | C     | Salvatore Margarita |
| 20 | Italia (bandiera)    | A     | Marco Moro          |
| 20 | Rep. Ceca (bandiera) | C     | Jan Hable           |
| 21 | Italia (bandiera)    | C     | Andrea Luci         |
| 22 | Italia (bandiera)    | C     | Ilario Aloe         |
| 22 | Italia (bandiera)    | P     | Gianmarco Lenzi     |
| 23 | Italia (bandiera)    | D     | Marcello Gazzola    |

| N. |                      | Ruolo | Calciatore          |
| -- | -------------------- | ----- | ------------------- |
| 24 | Italia (bandiera)    | D     | Vittorio Micolucci  |
| 25 | Italia (bandiera)    | D     | Stefano Blaiotta    |
| 32 | Italia (bandiera)    | A     | Vito Falconieri     |
| 32 | Italia (bandiera)    | A     | Christian Tiboni    |
| 55 | Italia (bandiera)    | D     | Antonio Marino      |
| 61 | Italia (bandiera)    | P     | Carlo Camilli       |
| 62 | Italia (bandiera)    | C     | Giorgio Capece      |
| 63 | Italia (bandiera)    | D     | Fabio Conocchioli   |
| 64 | Italia (bandiera)    | D     | Mattia Di Antonio   |
| 65 | Camerun (bandiera)   | D     | Steeve Gerard Fankà |
| 66 | Italia (bandiera)    | D     | Matteo Gandelli     |
| 67 | Italia (bandiera)    | A     | Andrea Mandorlini   |
| 68 | Italia (bandiera)    | A     | Massimo Palma       |
| 69 | Italia (bandiera)    | D     | Luca Paoletti       |
| 70 | Italia (bandiera)    | P     | Luca Perozzi        |
| 71 | Italia (bandiera)    | D     | Daniele Rosania     |
| 77 | Italia (bandiera)    | A     | Francesco Potenza   |
| 78 | Italia (bandiera)    | P     | Giorgio Frezzolini  |
| 82 | Italia (bandiera)    | A     | Marco Bernacci      |
| 84 | Brasile (bandiera)   | C     | William Justino     |
| 88 | Italia (bandiera)    | C     | Carlo Ilari         |
| 89 | Finlandia (bandiera) | C     | Sakari Mattila      |
| 91 | Italia (bandiera)    | A     | Luca Cognigni       |
| 92 | Cipro (bandiera)     | D     | Dimitris Moulazimis |
| 99 | Italia (bandiera)    | A     | Alessandro Romeo    |

### Staff tecnico
|                           |                   |
| Allenatore in seconda:    | Stefano Bianconi  |
| Preparatore atletico:     | Oscar Piergallini |
| Preparatore dei portieri: | Roberto Bocchino  |

## Risultati

### Campionato

#### Girone di andata
| Arbitro: | Tommasi (Bassano del Grappa) |

|           |           |                   |
| Romeo 58’ | Marcatori | 27’ F. Di Gennaro |

| Arbitro: | Baracani (Firenze) |

|           |           |                        |
| Gozzi 88’ | Marcatori | 45’ Romeo 69’ Bernacci |

| Arbitro: | Brighi (Cesena) |

|                          |           |                   |
| Amoroso 89’ Lupoli 90+5’ | Marcatori | 64’ (rig.) Caridi |

| Arbitro: | Tozzi (Ostia Lido) |

|                            |           |                                 |
| Bjelanović 10’ Sgrigna 57’ | Marcatori | 27’ Antenucci 88’ (rig.) Lupoli |

| Arbitro: | Romeo (Verona) |

|                  |           |  |
| Antenucci 2’ 14’ | Marcatori |  |

| Arbitro: | Mazzoleni (Bergamo) |

|                     |           |                   |
| Bernacci 84’ (rig.) | Marcatori | 57’ (aut.) Portin |

| Salerno 26 settembre 2009, ore 15:30 CEST 7ª giornata | Salernitana         | 0 – 0 referto | Ascoli | Stadio Arechi (6.239 spett.)\| Arbitro: \| Pierpaoli (Firenze) \| |
| Arbitro:                                              | Pierpaoli (Firenze) |               |        |                                                                   |

| Arbitro: | Nasca (Bari) |

|              |           |                                                  |
| Bernacci 10’ | Marcatori | 2’ Polenghi 22’, 42’, 50’ Noselli 64’ Martinetti |

| Arbitro: | Gallione (Alessandria) |

|             |           |               |
| Cellini 18’ | Marcatori | 44’ Antenucci |

| Arbitro: | Romeo (Verona) |

|                     |           |                               |
| Bernacci 65’ (rig.) | Marcatori | 41’ Belingheri 77’ R. Bianchi |

| Arbitro: | Tozzi (Ostia) |

|                                                           |           |                                   |
| Vannucchi 27’ Éder 36’ (rig.), 49’ (rig.) Antonazzo 90+2’ | Marcatori | 54’ Bernacci 74’ (rig.) Antenucci |

| Arbitro: | Doveri (Roma) |

|                             |           |             |
| L. Vitiello 40’ Pinilla 48’ | Marcatori | 8’ Bernacci |

| Arbitro: | Giancola (Vasto) |

|               |           |              |
| Antenucci 55’ | Marcatori | 78’ Cherubin |

| Arbitro: | Celi (Campobasso) |

|                |           |  |
| Godeas 8’, 79’ | Marcatori |  |

| Arbitro: | Mazzoleni (Bergamo) |

|               |           |                                    |
| Antenucci 25’ | Marcatori | 35’, 73’ Mastronunzio 59’ Colacone |

| Arbitro: | Romeo (Verona) |

|                            |           |              |
| Rincon 58’ Moscardelli 61’ | Marcatori | 45’ Bernacci |

| Arbitro: | Pinzani (Empoli) |

|               |           |                                      |
| Antenucci 14’ | Marcatori | 20’ Pagano 73’ Bonazzoli 81’ Barillà |

| Lecce 12 dicembre 2009, ore 15:30 CEST 18ª giornata | Lecce               | 0 – 0 referto | Ascoli | Stadio Via del Mare\| Arbitro: \| Gervasoni (Mantova) \| |
| Arbitro:                                            | Gervasoni (Mantova) |               |        |                                                          |

| Arbitro: | Ciampi (Roma) |

|                  |           |  |
| Soncin 2’ (aut.) | Marcatori |  |

| Arbitro: | Peruzzo (Schio) |

|                      |           |                                                  |
| Santoruvo 88’ (rig.) | Marcatori | 27’, 72’ Antenucci 29’, 53’ Bernacci 65’ Sommese |

| Arbitro: | Baracani (Firenze) |

|                                 |           |                       |
| Antenucci 46’, 70’ Bernacci 59’ | Marcatori | 73’ (rig.) Bonvissuto |

#### Girone di ritorno
| Arbitro: | Nasca (Bari) |

|             |           |                                          |
| Ginestra 5’ | Marcatori | 8’ Lupoli 20’, 65’ Antenucci 44’ Sommese |

| Arbitro: | Pierpaoli (Firenze) |

|                                   |           |  |
| Antenucci 84’ Bernacci 88’ (rig.) | Marcatori |  |

| Mantova 6 febbraio 2010, ore 15:30 24ª giornata | Mantova          | 0 – 0 | Ascoli | Stadio Danilo Martelli\| Arbitro: \| Pinzani (Empoli) \| |
| Arbitro:                                        | Pinzani (Empoli) |       |        |                                                          |

| Arbitro: | Gallione (Alessandria) |

|                      |           |             |
| Antenucci 82’ (rig.) | Marcatori | 37’ Gavazzi |

| Arbitro: | Candussio (Cervignano del Friuli) |

|                                  |           |              |
| Possanzini 63’ A. Caracciolo 68’ | Marcatori | 82’ Bernacci |

| Arbitro: | De Marco (Chiavari) |

|              |           |  |
| G. Greco 43’ | Marcatori |  |

| Arbitro: | Ciampi (Roma) |

|                                       |           |                          |
| Lupoli 18’, 70’ Luci 67’ Tiboni 90+1’ | Marcatori | 15’ Dionisi 51’ Kyriazis |

| Arbitro: | Guida (Torre Annunziata) |

|  |           |               |
|  | Marcatori | 64’ Antenucci |

| Arbitro: | Pinzani (Empoli) |

|            |           |           |
| Lupoli 77’ | Marcatori | 72’ Laner |

| Arbitro: | Peruzzo (Schio) |

|              |           |  |
| Genevier 84’ | Marcatori |  |

| Arbitro: | Nasca (Bari) |

|                            |           |             |
| C.Amoroso 4’ Antenucci 37’ | Marcatori | 52’ Coralli |

| Arbitro: | Tommasi (Bassano del Grappa) |

|               |           |             |
| Antenucci 80’ | Marcatori | 39’ Pinilla |

| Arbitro: | Velotto (Grosseto) |

|                              |           |  |
| Ardemagni 23’ Bellazzini 90’ | Marcatori |  |

| Arbitro: | Peruzzo (Schio) |

|                      |           |  |
| Antenucci 10’ (rig.) | Marcatori |  |

| Arbitro: | Trefoloni (Siena) |

|               |           |                            |
| Cristante 90’ | Marcatori | 25’ Antenucci 90+2’ Giorgi |

| Arbitro: | Guida (Torre Annunziata) |

|                 |           |                 |
| Antenucci 45+1’ | Marcatori | 38’ Moscardelli |

| Arbitro: | Nasca (Bari) |

|             |           |                             |
| Brienza 53’ | Marcatori | 66’ (rig.), 90+3’ Antenucci |

| Arbitro: | Valeri (Roma) |

|              |           |                          |
| Bernacci 77’ | Marcatori | 66’ Corvia 90+2’ Defendi |

| Arbitro: | Brighi (Cesena) |

|                                           |           |              |
| Soncin 22’ Vantaggiato 45+1’ Italiano 73’ | Marcatori | 78’ Bernacci |

| Arbitro: | Romeo (Verona) |

|          |           |                               |
| Luci 55’ | Marcatori | 31’ Troianiello 35’ Santoruvo |

| Arbitro: | Nasca (Bari) |

|              |           |                        |
| Russotto 26’ | Marcatori | 28’ Bernacci 65’ Ilari |

### Coppa Italia
| Arbitro: | Tagliavento (Terni) |

|                                 |           |            |
| Romeo 36’ Sommese 49’ Pesce 88’ | Marcatori | 43’ Coresi |

| Arbitro: | Doveri (Roma) |

|                              |           |           |
| Pettinari 84’ Ardemagni 101’ | Marcatori | 48’ Pesce |